# Disznókő Szőlőbirtok
A Disznókő Szőlőbirtok francia tulajdonú pincészet a Tokaji borvidék délnyugati kapujában, Mád, Tarcal és Mezőzombor határában.

## Történelem
A birtok a Rákóczi-családé volt, majd a 18. századtól több arisztokrata családé: Lónyayak, Szirmayak, Patayak, Andrássyak, Almássyak, Illésházyak, Vay báró, József főherceg, Harkányi báró és Waldbott báró. A klasszicista stílusú, műemléki Sárga Borház – ma étterem – valamikor a birtok présháza volt, amelyet kétszáz éve Lónyay Menyhért építtetett. Nevét a birtokon található Disznókő szikláról kapta, amelynek formája vaddisznóra emlékeztet.
Tulajdonosa 1992 óta az AXA Millésimes, amelynek birtokai Franciaországban a bordeaux-i Château Pichon-Longueville, a Château Petit-Village, a Château Suduiraut, illetve Portóban a Quinta do Noval. 2005-ben Az év pincészetévé választották.

## Személyek
A birtok igazgatója Mészáros László agrárkémikus.

## Szőlők
A birtok 150 hektáron terül el, 104 hektár a termőültetvény, amelyet már az 1732-es szőlőkataszteri besorolás első osztályú területnek nyilvánított. 

## Borászat, technológia
A Disznókő Szőlőbirtok 1995-ben Ekler Dezső tervei alapján felépíttette új szőlőfeldolgozóját és présházát, kialakíttatott egy sziklába várt tölgyfahordós érlelőt és újratelepíttette az ültetvények jó részét.

## Termékek
Jellemző boraik: száraz furmint, szamorodni, késői szüretelésű furmint, aszúborok, esszenciák.